# Американський протей звичайний
Американський протей звичайний (Necturus maculosus) — вид земноводних з роду американський протей родини протеї. Має 3 підвиди. Американці називають протея «mudpuppy», що означає «щеня, яке живе в багні». Проте це хвостате земноводне здебільшого віддає перевагу чистій, прохолодній воді. Ще одна назва протея — «waterdog», тобто «водяний собака». Дійсно, якщо протея витягнути з води, він видає гавкаючі звуки.

## Опис
Загальна довжина досягає 20—43 см. Голова велика, тулуб витягнутий. Легені довгі, але гладкостінні. З боків голови розташовані добре помітні, хоча й маленькі, очі. Шкіра гладенька, вкрита слизом. На шкірі є отруйні залози, проте секрет, який він виділяє, недостатньо сильний, щоб заподіяти шкоду людині. Хвіст довгий, з плавниковою складкою. Він подібний до леза, оскільки до кінця звужується. За допомогою хвоста протей плаває під водою. Кінцівки могутніші, ніж у європейського протея, втім вони досить слабенькі та пристосовані тільки для плавання і повзання. Задні та передні кінцівки чотирипалі. З їх допомогою протей пересувається по дну водоймища. Має 3 пари зовнішніх перистих зябер. Їх форма і розмір залежать від того, в якій воді живе це земноводне. Якщо протей живе в теплій, каламутній воді, у нього розвиваються дуже великі й густі, перисті зябра. У тварин, що знаходяться в чистій, прохолодній воді, зябра маленькі. Вони найчастіше забарвлені у яскраво-червоний колір. Забарвлення пісочне з голубувато-чорними плямами, відмінно маскує його на тлі гальки, особливо у каламутній воді.

## Спосіб життя
Полюбляє озера, річки та інших водоймищах. Вдень ховається між каменями, підводними скелями, серед рослин і в інших укриттях. Завдяки захисному забарвленню абсолютно непомітний на тлі донної рослинності й вкритого дрібними камінцями й піском дна. Протей не віддаляється від своєї хованки на відстань понад 200 метрів. Попри те, що у протея чотирипалі кінцівки.
Активний вночі. На здобич полює із засідки. Живиться невеличкою рибою, ікрою, водяними комахами, ракоподібними, молюсками.
Статевозрілим стає у 5-6 років, при довжині 20 см. Розмножується від вересня по листопад, інколи взимку або навесні. Ці протеї є роздільностатевими, запліднення у них внутрішнє. Під час парування самиця захоплює клоакою відкладений самцем сперматофор. Через пів року, у травні — червні, самиця відкладає яйця під каменями або між ними. Кількість яєць залежить від розміру самиці (до 70 шт.). Протягом всього часу розвитку яєць самиця знаходиться поряд. Яйця світло-жовті, зверху вони вкриті трьома слизовими оболонками. Тривалість їхнього розвитку залежить від температури води — 38-63 дні. Новонароджені личинки завдовжки близько 22 мм. У них дуже добре розвинені передні кінцівки, задні ж знаходяться у початковому стані. Хвіст у личинки має велику плавальну складку. Забарвлення у молодих особин світліше, ніж у батьків.

## Розповсюдження
Мешкає у провінціях Манітоба й Квебек (Канада), східних штатах США (окрім прибережних районів).

## Підвиди
- Necturus maculosus louisianensis
- Necturus maculosus maculosus
- Necturus maculosus stictus